# Зоран Поповић (фудбалер)
Зоран Поповић (Пакрац, 28. мај 1988) српски је фудбалски голман. Тренутно наступа за Железничар из Панчева.

## Трофеји и награде

### Клупски
Вождовац
- Српска лига Београд: 2011/12.[12]

Црвена звезда
- Суперлига Србије (5): 2018/19,[13] 2019/20,[14] 2020/21,[15] 2021/22,[16] 2023/24.[17]
- Куп Србије (4): 2020/21,[18] 2021/22,[19] 2022/23,[20] 2023/24.[21]

### Појединачно
Тим сезоне у Суперлиги Србије: 2016/17.